# Смелик, Сергей Владимирович
Серге́й Влади́мирович Сме́лик (укр. Сергій Володимирович Смелик; род. 19 апреля 1987, Краснодон, Ворошиловградская область) — украинский спринтер, мастер спорта Украины. Представляет команду «Динамо» Луганской области. Тренируется у С. Будкова. Принимал участие в летних Олимпийских играх 2012 года. В предварительном раунде в своём забеге занял 4-е место и не смог пробиться в полуфинал соревнований. По состоянию на 2012 год учился в Луганском национальном университете им. Т. Г. Шевченко. Подробнее о достижениях Сергея Смелика на его сайте.

## Биография

### Универсиада 2013
На летней Универсиаде, которая проходила с 6-го по 17-е июля в Казани. Сергей представлял Украину в двух дисциплинах и завоевал золотую медаль вместе с Русланом Перестюком, Игорем Бодровым и Виталием Коржем.
В предыдущем раунде украинцы квалифицировались первыми с результатом 38,75 секунды. В финале они улучшили своё время до 38,56, что позволило занять первое место (второе место у японцев (39,12), бронзовые награды у поляков (39,29)).
Также Смелик участвовал в соревнованиях в беге на 100 метров, где в финале занял 4 место с личным рекордом 10,21 секунды. Игорь Бодров в этом соревновании был пятым. Лучшим в этой дисциплине стал спортсмен из Южной Африки Анасо Йободвана.
На Чемпионате Европы по лёгкой атлетике 2014 занял 3 место на дистанции 200м с личным рекордом 20,30.

## Государственные награды
- Орден «За заслуги» II степени (15 июля 2019) — за достижение высоких спортивных результатов на II Европейских играх у г.Минску (Республика Беларусь), проявленные самоотверженность и волю к победе[5].
- Орден «За заслуги» III степени (25 июля 2013) — за достижение высоких спортивных результатов на XXVII Всемирной летней Универсиаде в Казани, самоотверженность и волю к победе, повышение международного авторитета Украины[6].